# Astraeus (linia lotnicza)

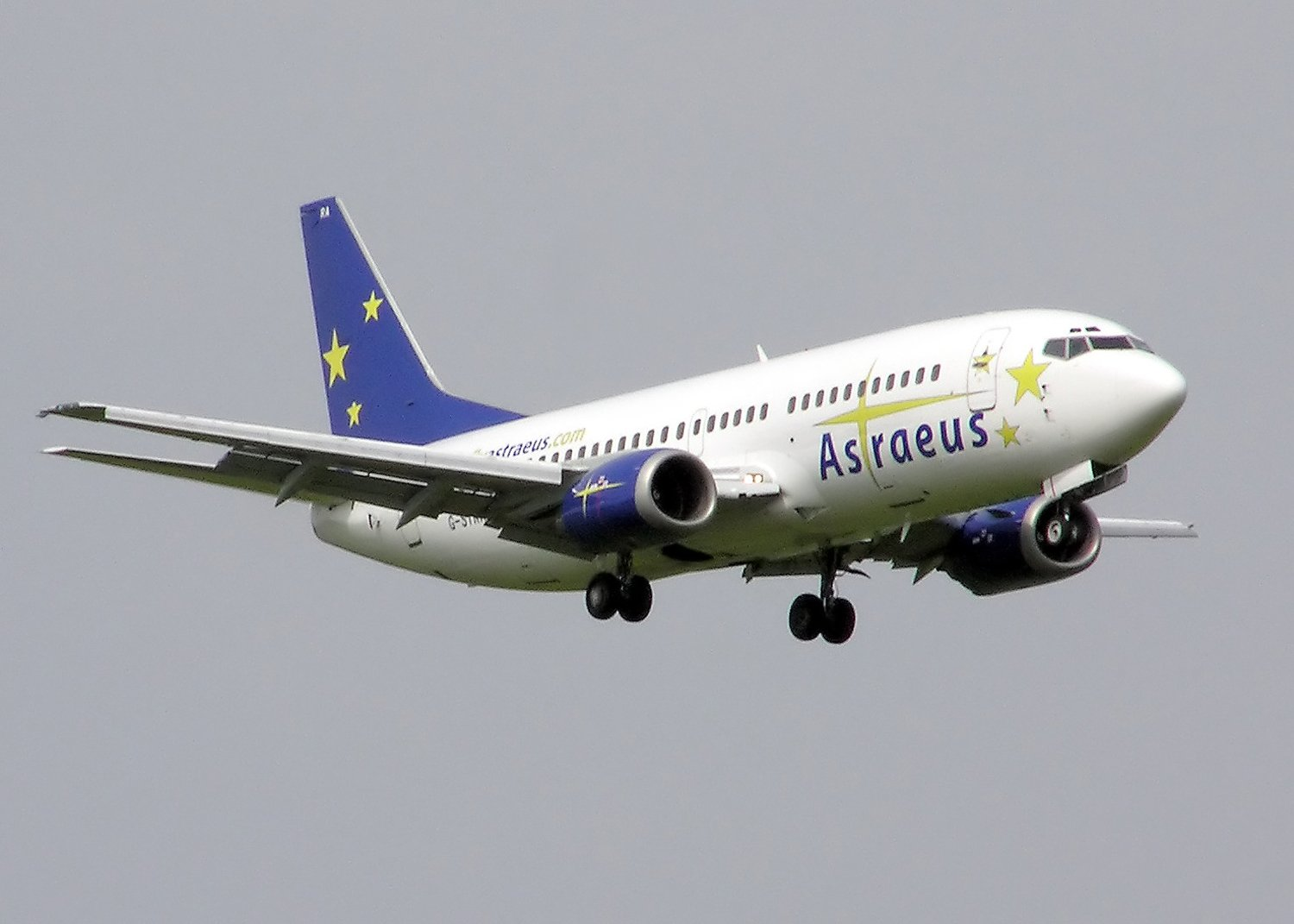
Boeing 737-300 w barwach Astraeus

Astraeus – była brytyjska linia lotnicza, która miała siedzibę w Crawley. Obsługiwała połączenia do Afryki, Europy i Kanady. Głównymi węzłami były lotniska Gatwick w Londynie i Manchester. Zakończyła działalność w 2011 roku.
Jednym z pilotów linii był Bruce Dickinson, bardziej znany ze swojej kariery wokalisty heavymetalowego.